# دنيس آدامز (فنان تشكيلي)
دنيس آدامز (بالإنجليزية: Dennis Adams) هو فنان تشكيلي أمريكي، ولد في 1948 في آيوا في الولايات المتحدة.